# Synergi
|  | Wiktionary har en ordboksartikel om synergi. |

Synergi är när två eller flera influenser tillsammans bildar en starkare influens än vid direkt addition. Ordet kommer från grekiska syn-ergos, συνεργός vilket betyder "samarbete".
Ett exempel kan beskrivas som att 1 + 1 ⇒ 3
Här skulle synergieffekten vara 50 %.